# Johann Christoph Hüsemann
Johann Christoph Hüsemann (* 1702 in Eutin; † 20. Februar 1774 in Wolfenbüttel) war ein deutscher Orgelbauer des Hoch- und Spätbarock und um die Mitte des 18. Jahrhunderts Hof- und Landorgelbauer in Wolfenbüttel.

## Leben und Werk
Sein Vater war der Eutiner Tischler Hans Jakob Hüsemann. Am 21. Juni 1742 heiratete Johann Christoph Hüsemann Anna Margaretha Langeschwad, Tochter des Bürgers Johann Heinrich Langeschwad aus Wolfenbüttel. Am 27. Juli 1743 wurde der gemeinsame Sohn Johann Ferdinand Hüsemann († 29. September 1812) geboren, der ebenfalls Orgelbauer wurde und vermutlich bis zum Tod des Vaters im Jahr 1774 in dessen Werkstatt tätig war. In dritter Generation führte dessen Sohn Johann Friedrich Ernst Hüsemann (* 14. September 1745, † nach 1823) das Handwerk von Großvater und Vater fort.

## Werkliste
Die Liste umfasst neu gebaute oder umgebaute Orgeln. Hinzu kommen zahlreiche Orgelreparaturen.
| Jahr      | Ort                 | Gebäude             | Bild | Manuale | Register | Bemerkungen |
| --------- | ------------------- | ------------------- | ---- | ------- | -------- | --- |
| 1730      | Braunschweig        | Bartholomäuskapelle |      | I       | 10       | Neubau |
| vor 1749  | Küblingen           | St. Marien          |      | I       | 10       | Neubau |
| vor 1750  | Gittelde            | Johanniskirche      |      | I       | 6        | Neubau eines Positivs |
| 1747–1750 | Helmstedt           | St.-Stephani-Kirche |      | III/P   | 35       | Erweiterung um zwei Pedaltürme; Gehäuse erhalten |
| um 1750   | Schöppenstedt       | St. Stephanus       |      | II/P    | 23       | Neubau |
| 1753      | Greene              | St. Martini         |      | I/P     | ca. 13   | Einbau von Schleifladen statt der Springladen, Ergänzung um ein selbstständiges Pedal; in umgebauter Form erhalten |
| 1763      | Königslutter am Elm | Kaiserdom           |      |         |          | Neubau |
| 1765      | Celle               | Stadtkirche         |      | I       | 4        | Neubau |
|           | Wolfenbüttel        | Marienkirche        |      | III/P   | um 40    | Umbau der Orgel von Gottfried Fritzsche (1619–1623); Umbau des Rückpositivs in ein Oberwerk, Erweiterung des Pedals, Prospekt vorgerückt, neue Windladen, Umdisponierungen; rekonstruierter Prospekt und 6 Fritzsche-Register erhalten |
| 1766–1769 | Denstorf            | St.-Johannes-Kirche |      |         |          | Neubau |
| 1767–1769 | Steterburg          | Stiftskirche        |      |         |          | Neubau |
| 1771      | Eschershausen       | St. Martin          |      | II/P    | 19       | Neubau |
| vor 1774  | Braunschweig        | St. Martini         |      | III/P   | 30       | Erweiterung um ein Brustwerk mit 6 Registern; Prospekt erhalten |